# Francisco de Paula Ferreira de Rezende
Francisco de Paula Ferreira de Resende (Campanha, 18 de fevereiro de 1832 - Rio de Janeiro, 26 de outubro de 1893) foi um político brasileiro. Ele foi Ministro do Supremo Tribunal Federal e Vice-Governador de Minas Gerais.
Filho do Coronel Valério Ribeiro de Resende e de D. Francisca de Paula Ferreira de Resende, formou-se em Ciências Jurídicas e Sociais pela Faculdade de Direito de São Paulo, onde recebeu o grau de Bacharel, em 16 de novembro de 1855. Foram seus colegas de turma, entre outros, Américo Brasiliense de Almeida e Melo, Antônio Ferreira Viana, Evaristo Ferreira da Veiga, Francisco Manuel das Chagas (Barão de Itaipu) e Paulino José Soares de Sousa.
Foi nomeado Promotor Público de sua cidade natal, em 1856, e Juiz Municipal e de Órfãos do termo de Queluz, província de Minas Gerais, em decreto de 30 de outubro do mesmo ano.
Fez parte da Assembléia Legislativa da mesma província como, Deputado, no biênio de 1864-1865.
Durante longos anos, exerceu a profissão de advogado e de fazendeiro no Município de Leopoldina, na referida província.
Com o advento do regime republicano, fez parte da Comissão encarregada de elaborar a Constituição do Estado de Minas Gerais, em companhia de Joaquim Felício dos Santos e Pedro Augusto Carneiro Lessa, a convite do Congresso Republicano do Estado.
Em decreto de 21 de janeiro de 1890, foi nomeado 3º Vice-Governador do mesmo estado, sendo transferido para 2º Vice-Governador, em decreto de 16 de abril do mesmo ano.
Tendo o Governo Federal consultado seus amigos, deputados de Minas, sobre a indicação de um jurisconsulto mineiro, de provado saber e patriotismo, para ser nomeado Ministro do Supremo Tribunal Federal, seu nome foi unanimemente indicado e assim foi ele nomeado para o aludido cargo, em decreto de 25 de maio de 1892; tomou posse a 28 de junho seguinte e exerceu, no referido tribunal, o cargo de Procurador-Geral da República.
Francisco de Paula Ferreira de Resende colaborou em vários jornais, entre outros no Correio do Povo, na Ordem, editado na cidade de Ouro Preto, e no Minas Gerais, órgão oficial dos poderes públicos do Estado.
Publicou dois livros: O Brasil e o Acaso e O Julgamento de Pilatos ou Jesus perante a razão e os Evangelhos. O primeiro foi impresso na Casa Laemmert e o segundo na Imprensa Nacional em 1893. A impressão desse último só ficou terminada após o falecimento do autor, de sorte que sua família, por uma questão de foro íntimo, teve escrúpulo em sujeitar a obra ao livre pronunciamento da crítica e por isso inutilizou quase toda a edição, da qual apenas distribuiu alguns exemplares entre os parentes e amigos mais íntimos.
Deixou ainda mais dois livros, que foram publicados após sua morte: Minhas Recordações e Comentários Bíblicos: o mosaísmo perante a razão e a transformação da teocracia hebraica.
Faleceu na cidade do Rio de Janeiro, no dia 26 de outubro de 1893, sendo sepultado no Cemitério São João Batista. Era casado com D. Inácia Luiza Barbosa de Resende, havendo do consórcio grande descendência. Dois dos seus filhos alcançaram altos cargos na administração e magistratura do Brasil: Francisco Barbosa de Resende, Advogado e Presidente do Conselho Nacional do Trabalho e Flamínio Barbosa de Resende, Desembargador do Tribunal de Apelação do Distrito Federal.